# Landschaftsschutzgebiet Welstorfer Bach
Das Landschaftsschutzgebiet Welstorfer Bach mit etwa 12 ha Flächengröße liegt nördlich von Kirchheide im Stadtgebiet von Lemgo. Es wurde 2009 mit dem Landschaftsplan Lemgo durch den Kreistag des Kreises Lippe als Landschaftsschutzgebiet (LSG) ausgewiesen. Das LSG besteht aus zwei Teilflächen.

## Beschreibung
Das LSG umfasst den naturnahen Welstorfer Bach mit einem namenlosen Quellzulauf, ein Zulauf der Ilse, von der Quelle bis Kirchheide und einen namenlosen Bach von der Quelle bis Kirchheide. Welstorfer Bach fließt durch Welstorf. In Welstorf und Kirchheide grenzt die Bebauung direkt an. Bis auf die Ortslage Welstorf weist der Bach einen Gehölzsaum auf. An der Mündung eines von Norden kommenden Seitenbächens liegt ein temporär wasserführendes Kleingewässer mit Vorkommen der Sumpf-Schwertlilie, des Wasser-Hahnenfußes und der Echten Brunnenkresse. Zwischen Welstorf und Kirchheide stehen Kopfweiden, Eschen und Stieleichen am Welstorfer Bach. In der westlichen Teilfläche steht am namenlosen Bach meist ein Gehölzsaum.

## Schutzzwecke für das LSG
Laut Landschaftsplan erfolgte die Ausweisung des LSG
- „zur Erhaltung und Wiederherstellung der Leistungsfähigkeit des Naturhaushaltes in ökologisch besonders wertvoll strukturierten Bereichen mit Wasser-, Klima- und Biotopschutzfunktionen,“
- „zur Erhaltung und Wiederherstellung von Quellbereichen und naturnahen Fließgewässern, Wald- und Grünlandbereichen unterschiedlicher Feuchtestufen, Feldgehölzen, Hecken und Obstwiesen,“
- „zur Erhaltung morphologisch ausgeprägter Bereiche zur Sicherung der landschaftlichen Eigenart und Vielfalt für die Erholung,“
- „zur Erhaltung wertvoller Biotopkomplexe aus Wald-Grünlandbereichen, Fließgewässern und Quellen sowie Biotopen nach § 62 LG mit wichtigen Refugial-, Puffer-, Trittstein- und Vernetzungsfunktionen,“
- „zur Erhaltung und Wiederherstellung wichtiger Rückzugsräume für die bedrohte Tier- und Pflanzenwelt,“
- „zur Sicherung der das Orts- und Landschaftsbild gliedernden und belebenden und die dörflichen Siedlungsstrukturen prägenden Freiraumelemente.“[1]

## Rechtliche Vorschriften
Im Landschaftsschutzgebiet ist unter anderem das Errichten von Bauten und Fischteichen verboten. Grün- und Brachland darf nicht in eine andere Nutzungsart umgewandelt oder umgebrochen werden.